# David Carson (réalisateur)
Pour les articles homonymes, voir David Carson et Carson.
David Carson est un réalisateur britannique de cinéma et télévision.

## Biographie
Sa carrière débute en 1981, quand il réalise un épisode du soap opera britannique Coronation Street. Après plusieurs autres séries télévisées, il réalise plusieurs épisodes des séries Sherlock Holmes avec Jeremy Brett dans le rôle-titre.
Dès la fin des années 1980, il réalise plusieurs épisodes de Star Trek : La Nouvelle Génération, puis d'une autre série de l'univers Star Trek : Deep Space Nine. On lui confie alors la direction d'un nouveau long-métrage, Star Trek : Générations (1994), 7e film de la franchise. Ce film marque ses débuts au cinéma.
Il réalise ensuite des épisodes de séries télévisées américaines, comme Drôle de chance, Nash Bridges ou Le Flic de Shanghaï.
En 1998, son deuxième film sort en salles : Lettres à un tueur avec Patrick Swayze.

### Vie privée
Il est marié à l'actrice britannique Kim Braden, avec laquelle il a eu un fils (Matthew, né en 1983) et une fille (Mimi, née en 1988).

## Filmographie
Sauf indication contraire, les informations mentionnées dans cette section peuvent être confirmées par la base de données cinématographiques IMDb,  présente dans la section « Liens externes ».

### Cinéma
- 1994 : Star Trek : Générations (Star Trek: Generations)
- 1998 : Lettres à un tueur (Letters from a Killer)
- 2004 : Incontrôlable (Unstoppable)

### Télévision
- 1981 : Coronation Street - épisode 2 129
- 1982 : Crown Court - saison 11, épisodes 7 et 19
- 1983 : Studio - saison 1, épisodes 1, 3, 5 et 7
- 1984-1985 : Les Aventures de Sherlock Holmes (The Adventures of Sherlock Holmes) - épisodes 7 et 11
- 1985 : Time for Murder - saison 1, épisodes 3 et 4
- 1985-1987 : Bulman - 2 épisodes
- 1986 : Le Retour de Sherlock Holmes (The Return of Sherlock Holmes) - épisodes 3 et 7
- 1986 : Call Me Mister - saison 1, épisode 10
- 1988 : Bergerac - saison 6, épisode 2
- 1988 : Bust - 2 épisodes
- 1989-1990 : Alien Nation - saison 1, épisodes 9 et 19
- 1989-1990 : Star Trek : La Nouvelle Génération (Star Trek: The Next Generation) - saison 3, épisodes 7 et 15
- 1990 : The Trials of Rosie O'Neill - 1 épisode
- 1991 : WIOU - 1 épisode
- 1991 : Sons and Daughters - épisode pilote
- 1989-1991 : La Loi de Los Angeles (L.A. Law) - 4 épisodes
- 1990-1991 : Bienvenue en Alaska (Northern Exposure) - 3 épisodes
- 1990-1993 : Docteur Doogie (Doogie Howser, M.D.) - 4 épisodes
- 1991 : Corky, un adolescent pas comme les autres (Life Goes On) - saison 3, épisode 9
- 1991-1992 : Homefront - 4 épisodes
- 1991-1992 : Star Trek : La Nouvelle Génération (Star Trek: The Next Generation) - saison 5, épisodes 1 et 24
- 1992 : Les Sœurs Reed (Sisters) - saison 2, épisodes 20
- 1992 : Beverly Hills 90210 - saison 2, épisode 20 / saison 3, épisode 2
- 1993 : Shameful Secrets (téléfilm)
- 1993 : Star Trek: Deep Space Nine - saison 1, épisodes 1, 7 et 9
- 1994 : Star Trek: Deep Space Nine - saison 2, épisode 12
- 1995 : Drôle de chance (Strange Luck) - saison 1, épisode 1
- 1998 : De la Terre à la Lune (From the Earth to the Moon) - épisode 10
- 1998 : Nash Bridges - saison 4, épisode 2
- 1998 : Le Flic de Shanghaï (Martial Law) - saison 1, épisode 6
- 1998 : Man Made (téléfilm)
- 2000 : Celebrity (téléfilm)
- 2000 : Le 10e Royaume (The 10th Kingdom) (mini-série) - 5 épisodes
- 2000 : In His Life: The John Lennon Story (téléfilm)
- 2002 : Witchblade - saison 2, épisode 2
- 2002 : Odyssey 5 - épisode pilote
- 2002 : Carrie (téléfilm)
- 2003 : Les Anges de la nuit (Birds of Prey) - 1 épisode
- 2003 : Karen Sisco - 1 épisode
- 2003 : Smallville - saison 1, épisode 9
- 2003-2004 : Les Frères Scott (One Tree Hill) - saison 1, épisodes 4, 15 et 21
- 2004 : The Days - épisode 4
- 2005 : Smallville - saison 4, épisodes 4 et 10
- 2006 : Runaway - épisode 2
- 2007 : Les Flammes du passé (Blue Smoke) (téléfilm)
- 2007 : Dresden, enquêtes parallèles (The Dresden Files) - épisode pilote et épisode 8